# 名蔑
名蔑，《册府元龟》《唐会要》作多蔑，唐代史书中记载的中国南方域外地名。
名蔑其东为真陀桓（陁洹國），西为但游（俱游國），南面是大海，北为波剌國。其地走一圈需要一个月，其下三十有州，以十二月为一年之首。戶口很多，不役屬他國。其物產有金、銀、銅、鐵、象牙、犀角、朝霞、朝雲。动物有犀、象、马、牛，果有槟榔子。其桃、枣、瓜、李及蔬菜五谷，和中国类似。交易用金、銀，百姓交稅二十分之一。有城郭、宮殿、 樓櫓，建筑材料瓦木並用。侍卫兵四千人。虽有弓箭刀楯甲，而无战阵。有刑法文书、婚聘之礼。宗教崇拜佛及神。居民身材短小，兄弟共娶一妻，妇女总发为角，来辨别丈夫之多少。国王穿朝霞、氎布衣服。王姓摩伽，名失利，王号“斯多题”。唐太宗貞觀年间与中国相通。唐高宗龙朔元年（661年）八月多篾国王摩如失利、多福国王难修强宜说、耽罗国王儒李都罗等遣使，朝贡方物。一些学者以《册府元龟》的记载，认为名蔑是林邑南边海上小国，但《册府元龟》同时把耽罗也误记为林邑南边海上小国。吕思勉认为名蔑是印度南部小国。